# 宪法
憲法（英語：Constitution）或稱國法、國家基本法、憲章或憲制文件等，是國家的根本法:2669也是基本原則或既定先例的法源授權總基礎，構成政體（Polity）、組織或實體的法律基礎，決定國家治理方向。憲法因而是一个主權國家、政治實體或地區、自治地区、聯邦制國家的聯邦州或國際組織及其成員的最基本法律。在某些情境下，基本法與憲法有相同的法律地位。
英國憲法是不成文憲法的一個顯著例子；它寫在立法機關、法院案件或條約的許多基本法案中。
憲法涉及不同層次的組織，從主權國家到公司和非法人協會。建立國際組織的條約也是其憲法，因為它將定義該組織的構成方式。在國內，憲法定義了國所依據的原則、制定法律的程序以及由誰制定。一些憲法，尤其是成文憲法，也限制了國家權力，規定了國家統治者不能跨越的界限，例如基本權利。
憲法通常規定一個國家的社會制度、國家制度、國家機構、公民的基本權利和義務等:2936，但不一定包含以上全部內容，例如會逐漸增加憲法內容的英國不成文憲法。憲法定義國家政體及政府運作方式，以及法律訂定的方式。憲法在一個國家之全部法律中具有最高權威和最大效力，是制定其他法律之依據:2936。有些憲法（特別是成文憲法）會限制政府的權力，其方式是訂定一些政府權力的運作範圍，例如人民的基本權，例如美国宪法就是這類的憲法。憲法之制定和修改，一般須經過特定之程序:2936。考量美國憲法與美國黑奴曾經同時並存，認定憲法並非民主國家特有的法律種類，以憲法的原文"Constitution"作為思考的起點，憲法的定義其實是國家基本結構的意思，西漢的約法三章亦能歸類為憲法。但由於法治思想在古中國並不成熟，因此中國歷代封建王朝普遍沒有憲法，而是由朝廷頒布的各種律令組成國家的法律體系。直到清朝末年，中國政府才制訂了第一部現代憲法，即《欽定憲法大綱》。
在民主國家，憲法制定權來自其全體公民。憲法通常還包含國家任務和國家目標，這些通常被寫在憲法的序言部分。
印度憲法是世界所有主权国家中，篇幅最長的成文憲法，共有444條，分為22章，12份附表及118個修正案，若翻譯為印度英語有117,369字。美國憲法是篇幅最短的成文憲法，共有7條，27個修正案，合計4,400字。

## 詞源
在西方世界中，「憲法」一詞，乃源於拉丁文的「Constituio」一詞，其本指組織、結構或組成之意思。中文的「憲法」一詞，最早是出現在中國的古代典籍《國語》的「夫守而二心，姦之大者也。賞善罰姦，國之憲法也。」一句內。不過，以現代憲法的概念言之，中文的「憲法」二字的使用，乃從日文翻譯而來。德文的「Verfassung」，則是具有整體掌握而設立之意思。孫中山在為學者吳宗慈的憲法史著作所撰寫之序中認為：「憲法者，國家之構成法，亦即人民權利之保障書也。」他亦認為：「所謂憲法者，就是將政權分幾部分，各司其事。」
屬於憲法或憲制性文件的法律，不一定在正式名稱中有「憲法」的字樣。除了「憲法」的稱呼外，還有「基本法」等其他稱呼，例如《德國聯邦基本法》在德國未制定憲法之前，具有憲法地位。

## 起源

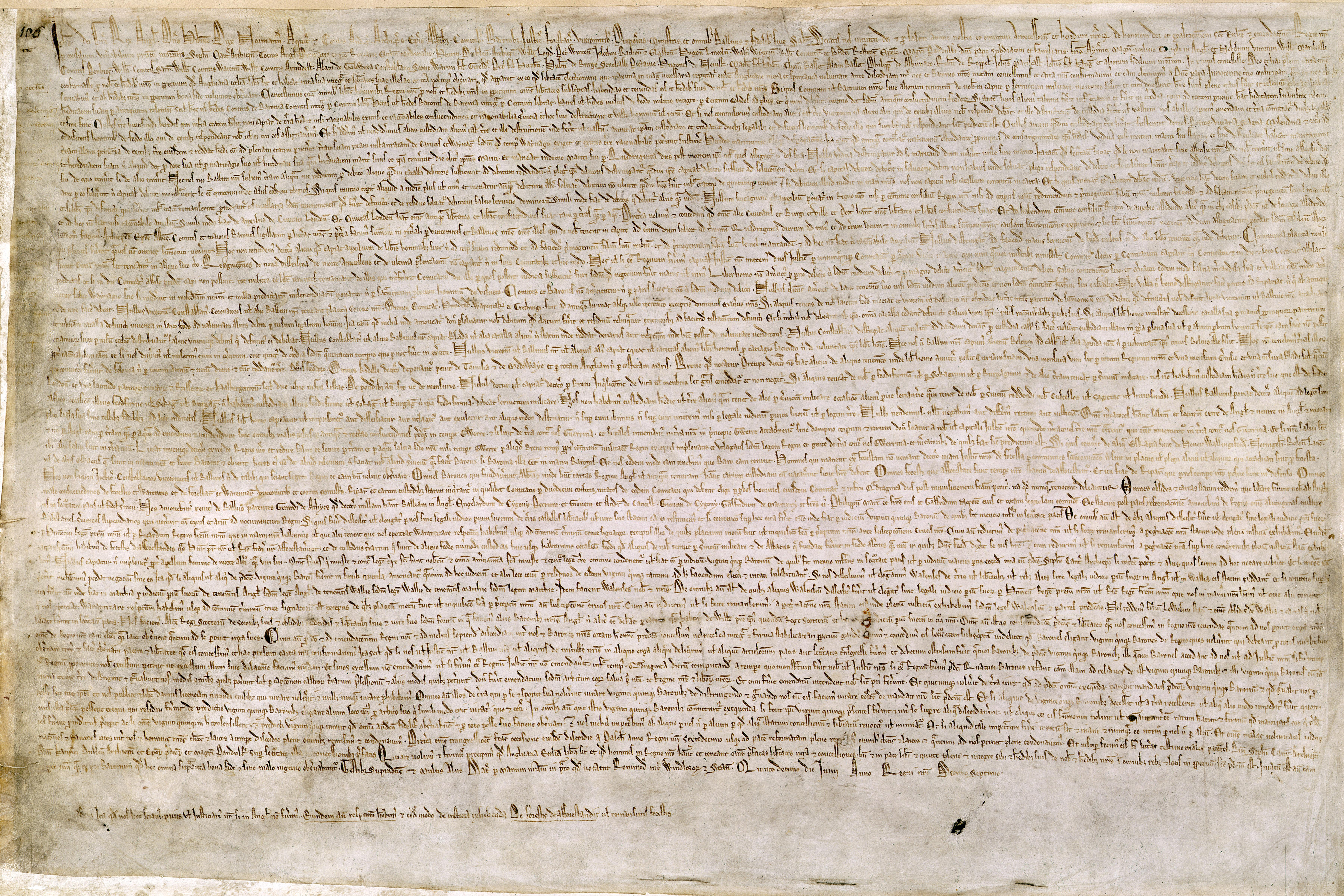
1215年英國大憲章主要是規範統治者權力如何行使的固有意義憲法

從傳統的政治學來看，憲法的發展可以分為三個階段：

### 警察國家時期
國家與社會並未真正區分，統治者作為國家的代表，與代表人民生活環境的社會之間的關係如同家父長，統治者擁有至高權力，國家可以為人民等，規範以上事項之憲法即為「固有意義的憲法」。

### 自由法治國家時期
此一時期由於思想的啟蒙、中產階級興起，國家與社會逐漸區分開來，此一時期的思想認為社會先於國家存在，且基於私法自治（即契約自由原則）而自發性形成，國家是為了使社會運作完善而產生的，因此政府對於社會的干預越小越好，透過天賦人權、議會制度、司法制度的確立，國家間接使社會運作順利，人民權利透過間接的方式受到憲法的保障，所以又稱為「形式法治國」。資本主義國家之憲法，出現於資產階級革命勝利後:2936。在此一時期，行政法開始出現，依法行政、法律保留、特別權力關係等概念逐漸出現。

### 社會法治國家時期
鑒於前一時期國家任務範圍狹隘，在私法自治及契約自由等前提之下，經濟力強大的社團或財團造成市場壟斷，對於人民權利侵害過鉅，因此認為國家與社會的關係並非完全重疊，也非完全分立的二元，而是應有適度的混合，國家形成社會秩序同時，也要對人民權利予以最低的保障，強調人民基本權利可直接以憲法為保障根據，並且憲法應加入基本國策，以補充性原則保障人民福利。此一時期，不只國家，社會的一般人民也要遵守憲法對於基本權的保障規定，但隨著時間轉移，因而使國家修改宪法的可能性增加。

## 特性
从理论上讲，宪法的效力高于本国其他法律和法规。憲法反映階級力量對比關係:2936。但在现实裡，宪法并不是在所有国家中都具有权威性。在不同時代和類型之國家，憲法之形式和內容有所不同，但都是統治階級意志之表現，是實現其階級專政之重要工具:2936。为保证宪法的权威性，需要一套相应的体系来确保宪法没有被违背。这套体系称之为宪法審查制度。在现代民主国家，由于宪法審查制度的实施，一条法规如果和宪法相牴觸，便會失效。而在非民主国家，宪法的最高效力经常不能得到有效的维护，以至于宪法成为一纸空文。
使一条和宪法牴觸的法规失效的方法有很多种，端視不同宪法審查制度而異，可以事前审查，也可以事后审查。即使获得通过，嗣後被撤销，或在审理的时候不被法院采纳，也可能造成法規無效。这条体系最早由奥地利的法律学家凯尔孙最先提出。依据这个的理论，法律和法规以及宪法构成一个金字塔。宪法位于塔顶，拥有最高权威；而法律由立法机关通过，其效力仅次于宪法；而法规是由行政机关颁布，它的效力最低，因此位于金字塔底。因此一条法规不能违背高于它的法律和宪法，否则它可能會失效（除非它背離的法律違背了憲法）。法律不可與宪法相牴觸，否则經違憲審查或相關程序後，法律會失效。
現代概念中的憲法是公民与国家的契约，它在国家的法律体系中拥有最高的地位，因此它是国家的根本法，拥有最高的法律效力。宪法规定的事项主要有国家政治架构，政府组成与职能，权力制衡模式和公民的权利等。有些国家的宪法还规定了公民的义务，但大多宪法学学者认为，宪法规定公民的义务，不仅没有必要，而且难以实行。宪法最为重要的意义在于它是一部权利宣言书。《美国宪法》是这一表述的最佳注解。但對權利的列舉式規範並非憲法的絕對要件，美國憲法在訂立之初並無權利條款，法国第五共和的憲法也未明列權利條款，但這都無損於它們是有效憲法規範的事實。
宪法是一个与主权紧密相连的概念，而只有国家才享有主权。歐洲聯盟雖然擁有《歐盟憲法》，但歐盟作為独立国家联合体，其憲制性文件是建基于其組成国家的授权，所以《歐盟憲法》並不屬於“宪法”。其成员国把部分国家主权交给欧盟（如軍事指揮權），但各成员国地位平等并拥有退出欧盟的权力。而香港為中华人民共和国的特别行政区，其憲制性文件——《中華人民共和國香港特別行政區基本法》則是源自《中華人民共和國憲法》。

## 分類
憲法可以沒有明文規定，而是隨著歷史的發展，習慣形成，例如英國憲法就是典型的不成文憲法。英國憲法並非由單一一部法律，而是由包括《大憲章》、《英國權利法案》、大量國會法案和相關法律，再加上很多習慣、判例累積組成。英國資產階級在與封建貴族之鬥爭與妥協中，先後通過或確認一些法律、慣例，逐漸形成憲法體系，即不成文憲法:2936。到18世紀美國和法國資產階級革命取得勝利後，制定成文憲法:2936。

學者董保城與法治斌認為，憲法擁有兩種內容：一是「憲章」；二是「憲律」。前者，是規定了憲法的根本原則與憲法的精神，例如，國體、政體、國民主權、權力分立、基本權利等，其亦是屬於憲法中所不得更動的部分。在依照前者的根本原則之下，後者，則是規定了各種制度，其得由修憲機關予以修改。憲律，是根據憲章而來。憲章，則是根據「政治之力」而來。

### 成文憲法、不成文憲法
成文與不成文憲法這一分類，是用於區分憲法是否以具體條文清楚訂明，且是否以單一或數部憲制性法律文件組合而成。成文憲法的優點是憲法有清晰具體的明文規定，不容易遭受扭曲。而且成文憲法因條文相對固定關係，更為穩定。至於缺點，因成文憲法條文規定明確，致使法條易凝滯不變，需靠通過修法程序才能更改條文。不成文憲法的優點則是憲法本身富有彈性，可以隨著社會變遷快速適應並更改。但由於憲法本身並未成文，其內容或原則可能記載於諸多判例、習慣法、法律文獻之中，導致引用困難或引用方式不同，或容易出現歧異，或對原則的解讀不同。

### 剛性憲法、柔性憲法
依照憲法的修改難易程度，其可以被分為「剛性憲法」與「柔性憲法」。這一分類，是學者戴雪於1885年在其所出版之《英憲精義》中的分類。而它後由學者普萊士（英語：J. Bryce）所發揚。剛性憲法的特徵，是憲法的修改，不依照普通的立法程序；柔性憲法的特徵，是憲法的修改程序與修改機關，同普通法相同。一般而言，不成文憲法，均屬於柔性憲法。

## 各國各地區憲法基本法列表
| - 阿布哈茲 - 阿富汗 - 阿尔察赫 - 阿尔巴尼亚 - 阿尔及利亚 - 阿根廷 - 亞美尼亞 - 奥地利 - 巴哈马 - 巴林 - 白俄羅斯 - 比利时 - 不丹 - 玻利维亚 - 巴西 - 保加利亚 - 布吉納法索 - 柬埔寨 - 喀麦隆 - 加拿大 - 中非 - 智利 - 中華民國 - 中华人民共和国 · （ 香港／ 澳門） - 哥伦比亚 - 刚果民主共和国 - 刚果共和国 - 庫克群島 - 古巴 - 賽普勒斯 - 捷克 - 丹麦 - 多米尼克 | - 顿涅茨克人民共和国 - 埃及 - 薩爾瓦多 - 赤道几内亚 - 爱沙尼亚 - 衣索比亞 - 斐济 - 芬兰 - 法國 - 加彭 - 德国 - 希腊 - 格瑞那達 - 几内亚 - 海地 - 梵蒂冈 - 匈牙利 - 冰島 - 印度 - 印度尼西亞 - 伊朗 - 伊拉克 - 以色列 - 義大利 - 牙买加 - 日本 - 约旦 - 基里巴斯 - · （韓國） - · （朝鮮） - 科索沃 - 科威特 - 拉脫維亞 - 黎巴嫩 - 賴索托 - 利比里亚 - 利比亞 | - 列支敦斯登 - 立陶宛 - 卢甘斯克人民共和国 - 盧森堡 - 北馬其頓 - 马达加斯加 - 马拉维 - 马来西亚 - 馬爾地夫 - 馬爾他 - 马绍尔群岛 - 毛里塔尼亚 - 模里西斯 - 墨西哥 - 密克羅尼西亞聯邦 - 摩尔多瓦 - 摩納哥 - 蒙古国 - 蒙特內哥羅 - 摩洛哥 - 莫桑比克 - 緬甸 - 纳米比亚 - 瑙鲁 - 尼泊尔 - 荷蘭 - 新西兰 - 尼加拉瓜 - 尼日尔 - 奈及利亞 - 纽埃 - 北賽普勒斯 - 挪威 - 阿曼 - 巴基斯坦 - 帛琉 - 巴勒斯坦 - 巴拿马 - 巴拉圭 - 秘魯 - 菲律賓 - 波蘭 - 葡萄牙 - 德涅斯特河沿岸 - 羅馬尼亞 - 俄羅斯 - 卢旺达 - 聖多美和普林西比 - 圣基茨和尼维斯 - 圣卢西亚 | - 萨摩亚 - 圣马力诺 - 沙烏地阿拉伯 - 撒拉威阿拉伯民主共和國 - 塞内加尔 - 塞爾維亞 - 塞舌尔 - 新加坡 - 斯洛伐克 - 斯洛維尼亞 - 所罗门群岛 - 索馬利蘭 - 南非 - 南蘇丹 - 南奥塞梯 - 西班牙 - 斯里蘭卡 - 苏丹 - 苏里南 - 瑞典 - 瑞士 - 叙利亚 - 坦桑尼亚 - 泰國 - 东帝汶 - 多哥 - 千里達及托巴哥 - 突尼西亞 - 土耳其 - 乌干达 - 乌克兰 - 阿联酋 - 美国 - 英国 - 愛爾蘭 - 乌拉圭 - 委內瑞拉 - 越南 - 葉門 - 尚比亞 - 辛巴威 |

## 外部連結
- 陳弘毅：〈基督教傳統與西方現代憲政的起源〉（2013）（（页面存档备份，存于））
- 陳弘毅：〈亞洲國家憲政發展的道路初探〉（2013）（（页面存档备份，存于））
- Constitute（页面存档备份，存于）, an indexed and searchable database of all constitutions in force
- Dictionary of the History of Ideas Constitutionalism
- Constitutional Law, "Constitutions, bibliography, links"
- International Constitutional Law:（页面存档备份，存于） English translations of various national constitutions
- constitutions of countries of the European Union
- United Nations Rule of Law: Constitution-making, on the relationship between constitution-making, the rule of law and the United Nations.
- Democracy in Ancient Indiaby Steve Muhlberger of Nipissing University（（页面存档备份，存于））
- Report on the British constitution and proposed European constitution by Professor John McEldowney, University of Warwick Submitted as written evidence to House of Lords Select Committee on Constitution, published to the public on 15 October 2003.
- Сравнение Конституций стран мира по различным показателям（页面存档备份，存于）